# 612946 Zirmunai
612946 Zirmunai este o planetă minoră (asteroid) din centura de asteroizi. A fost descoperită pe 10 martie 2005 la Molėtų astronomijos observatorija⁠(d) de . 
Obiectul prezintă o orbită caracterizată de o semiaxă mare de 3,0479078484302 UAi, o excentricitate de 0,22936558221916, o înclinație de 6,7447883034909 ° în raport cu ecliptica.